# محمد بن عبد القادر الميقاتي
الشيخ عزّ الدين محمد أفندي بن عبد القادر الميقاتي الطرابلسي (1829 - 1884) (1245 - 1302 هـ) فقيه مسلم شاعر عثماني لبناني من أهل القرن التاسع عشر الميلادي/الثالث عشر الهجري. ولد في طرابلس. كان من شعراءها وفضلائها في زمانه. له ديوان شعر جمعه عبد الحميد حبلص بعد وفاته وطبعه في بيروت بمطبعة الأدبية سنة 1886 م/ 1304 هـ سمّي «حسن الصياغة لجوهر البلاغة».

## سيرته
ولد محمد بن عبد القادر الميقاتي سنة 1245 هـ/ 1829 م في طرابلس بسنجق طرابلس الشام‌ في إيالة طرابلس الشام ونشأ بها. لا توجد معلومات كثيرة عن سيرته، إلا أنه ينتمي إلى عائلة بارزة وهم آل ميقاتي.

له ديوان شعر جمعه عبد الحميد حبلص بعد وفاته وطبع سنة 1886 سمّي «حسن الصياغة لجوهر البلاغة» وقال في مقدمته:
شارك في الحياة الاجتماعية والأدبية في طرابلس، وأقام علاقات وثيقة مع المسلمين والمسيحيين على السواء. توفي الميقاتي سنة 1302 هـ/ 1884 م في مسقط رأسه بسنجق طرابلس الشام‌ أنذاك من ولاية بيروت العثمانية.

## شعره
ذكر في معجم البابطين عنه «أكثر نظمه في المدح، فمدح وهنأ الأصدقاء والأدباء وأمراء وأشراف طرابلس، وله نظم في شكوى الدهر ومتغيرات الأحوال، لغته سلسة ومعانيه واضحة وخياله تنعكس فيه صور بيئة الشعر القديم، أفاد من البلاغة القديمة في غير إسراف، وفي شعره تأثيرات واضحة من القرآن الكريم وتراث الثقافة العربية والإسلامية.» 